# Companhia da África Ocidental Portuguesa
A Companhia da África Ocidental Portuguesa foi uma empresa agro-industrial portuguesa que operava em Angola antes da Independência.